# Antonio Harvey
Antonio Kramer (Pascagoula, Misisipi, 6 de julio de 1970) es un exjugador de baloncesto estadounidense que disputó ocho temporadas en la NBA, además de jugar en la CBA y en diferentes ligas europeas. Con 2,11 metros de estatura, jugaba en la posición de ala-pívot.

## Trayectoria deportiva

### Universidad
Comenzó jugando en la Universidad Southern Illinois, posteriormente en la Universidad de Georgia, para acabar jugando dos años en la Universidad Pfeiffer, promediando en total 11,4 puntos y 6,9 rebotes por partido.

### Profesional
Tras no ser elegido en el Draft de la NBA de 1993, firmó como agente libre por Los Angeles Lakers, donde jugó dos temporadas. En la última de ellas participó en el Concurso de Mates de la NBA, en el que quedó en cuarta posición. En 1995 fue incluido en el Draft de Expansión por la llegada de nuevos equipos a la liga, siendo elegido por los Vancouver Grizzlies, donde jugó 18 partidos antes de ser despedido en el mes de diciembre, promediando 5,4 puntos y 5,2 rebotes.
Un mes después fichó como agente libre por Los Angeles Clippers, donde acabó la temporada promediando 2,9 puntos y 2,9 rebotes por partido. La temporada siguiente la comenzó en los Seattle SuperSonics, pero fue despedido después de Navidades, marchándose a jugar al Montecatini Terme de la Serie A2 italiana, donde únicamente disputó 5 partidos en los que promedió 8,2 puntos y 9,4 rebotes, siendo sustituido por Ken Barlow.
Tras jugar en el Paniónios BC de la liga griega, fichó por el Covirán Granada de la liga ACB, donde únicamente disputaría 4 encuentros, en los que promedió 11,0 puntos y 9,3 rebotes, siendo reemplazado por Ian Lockhart. Recala entonces en el Iraklio Creta griego, para regresar posteriormente a su país para fichar por Portland Trail Blazers, donde permaneció dos temporadas en las que únicamente disputó 31 partidos.
Al año siguiente fichó por Seattle SuperSonics, y posteriormente por Atlanta Hawks, pero acabó la temporada jugando con los Idaho Stampede de la CBA. Acabó su carrera deportiva jugando en Polonia.

## Estadísticas de su carrera en la NBA

### Temporada regular
| Temporada | Edad | Equipo                 | Liga | P   | TIT | MIN  | TC  | TCA | %TC  | 3P  | 3PA | %3P   | TL  | TLA | %TL  | R.OF. | R.DEF. | REB | ASIS | ROB | TAP | PER | FP  | PTS |
| 1993-94   | 23   | Los Angeles Lakers     | NBA  | 27  | 6   | 9.1  | 1.1 | 2.9 | .367 | 0.0 | 0.0 |       | 0.4 | 1.0 | .462 | 1.0   | 1.2    | 2.2 | 0.2  | 0.3 | 0.7 | 0.6 | 1.4 | 2.6 |
| 1994-95   | 24   | Los Angeles Lakers     | NBA  | 59  | 8   | 9.7  | 1.3 | 3.0 | .438 | 0.0 | 0.0 | 1.000 | 0.4 | 0.8 | .533 | 0.7   | 1.1    | 1.7 | 0.4  | 0.3 | 0.7 | 0.4 | 1.5 | 3.0 |
| 1995-96   | 25   | TOTAL                  | NBA  | 55  | 15  | 14.9 | 1.5 | 4.1 | .371 | 0.0 | 0.0 | .000  | 0.7 | 1.5 | .458 | 1.3   | 2.4    | 3.6 | 0.3  | 0.5 | 0.9 | 0.8 | 1.4 | 3.7 |
| 1995-96   | 25   | Vancouver Grizzlies    | NBA  | 18  | 6   | 22.8 | 2.2 | 5.3 | .411 | 0.0 | 0.1 | .000  | 1.1 | 2.4 | .465 | 1.5   | 3.7    | 5.2 | 0.5  | 0.8 | 1.2 | 1.0 | 2.1 | 5.4 |
| 1995-96   | 25   | Los Angeles Clippers   | NBA  | 37  | 9   | 11.1 | 1.2 | 3.5 | .341 | 0.0 | 0.0 |       | 0.5 | 1.1 | .450 | 1.1   | 1.7    | 2.9 | 0.2  | 0.4 | 0.7 | 0.7 | 1.0 | 2.9 |
| 1996-97   | 26   | Seattle SuperSonics    | NBA  | 6   | 0   | 4.3  | 0.8 | 1.8 | .455 | 0.0 | 0.0 |       | 0.8 | 1.0 | .833 | 0.3   | 1.3    | 1.7 | 0.2  | 0.0 | 0.7 | 0.2 | 1.3 | 2.5 |
| 1999-00   | 29   | Portland Trail Blazers | NBA  | 19  | 0   | 7.2  | 0.9 | 1.6 | .567 | 0.0 | 0.0 |       | 0.4 | 0.6 | .583 | 0.4   | 1.3    | 1.7 | 0.3  | 0.1 | 0.3 | 0.6 | 1.1 | 2.2 |
| 2000-01   | 30   | Portland Trail Blazers | NBA  | 12  | 0   | 6.0  | 1.1 | 2.3 | .464 | 0.0 | 0.0 |       | 0.4 | 0.5 | .833 | 0.4   | 0.8    | 1.2 | 0.3  | 0.1 | 0.5 | 0.3 | 0.8 | 2.6 |
| 2001-02   | 31   | Seattle SuperSonics    | NBA  | 5   | 3   | 9.4  | 0.8 | 2.4 | .333 | 0.0 | 0.0 |       | 0.2 | 0.4 | .500 | 1.0   | 0.8    | 1.8 | 1.0  | 0.2 | 0.6 | 0.6 | 1.6 | 1.8 |
| 2002-03   | 32   | Atlanta Hawks          | NBA  | 4   | 0   | 8.0  | 0.5 | 1.3 | .400 | 0.0 | 0.0 |       | 0.0 | 0.0 |      | 0.3   | 1.3    | 1.5 | 0.0  | 0.3 | 1.0 | 0.8 | 1.8 | 1.0 |
| Total     |      |                        | NBA  | 187 | 32  | 10.4 | 1.2 | 3.0 | .407 | 0.0 | 0.0 | .333  | 0.5 | 1.0 | .511 | 0.8   | 1.5    | 2.3 | 0.3  | 0.3 | 0.7 | 0.6 | 1.4 | 3.0 |

### Playoffs
| Temporada | Edad | Equipo                 | Liga | P | TIT | MIN | TC  | TCA | %TC  | 3P  | 3PA | %3P | TL  | TLA | %TL | R.OF. | R.DEF. | REB | ASIS | ROB | TAP | PER | FP  | PTS |
| 1994-95   | 24   | Los Angeles Lakers     | NBA  | 3 | 0   | 1.3 | 0.0 | 0.0 |      | 0.0 | 0.0 |     | 0.0 | 0.0 |     | 0.0   | 0.3    | 0.3 | 0.0  | 0.0 | 0.0 | 0.0 | 0.0 | 0.0 |
| 2000-01   | 30   | Portland Trail Blazers | NBA  | 2 | 0   | 7.0 | 0.0 | 0.5 | .000 | 0.0 | 0.0 |     | 0.0 | 0.0 |     | 0.5   | 2.5    | 3.0 | 0.0  | 0.0 | 0.0 | 0.5 | 2.0 | 0.0 |
| Total     |      |                        | NBA  | 5 | 0   | 3.6 | 0.0 | 0.2 | .000 | 0.0 | 0.0 |     | 0.0 | 0.0 |     | 0.2   | 1.2    | 1.4 | 0.0  | 0.0 | 0.0 | 0.2 | 0.8 | 0.0 |